# Philippe Duplessis-Mornay

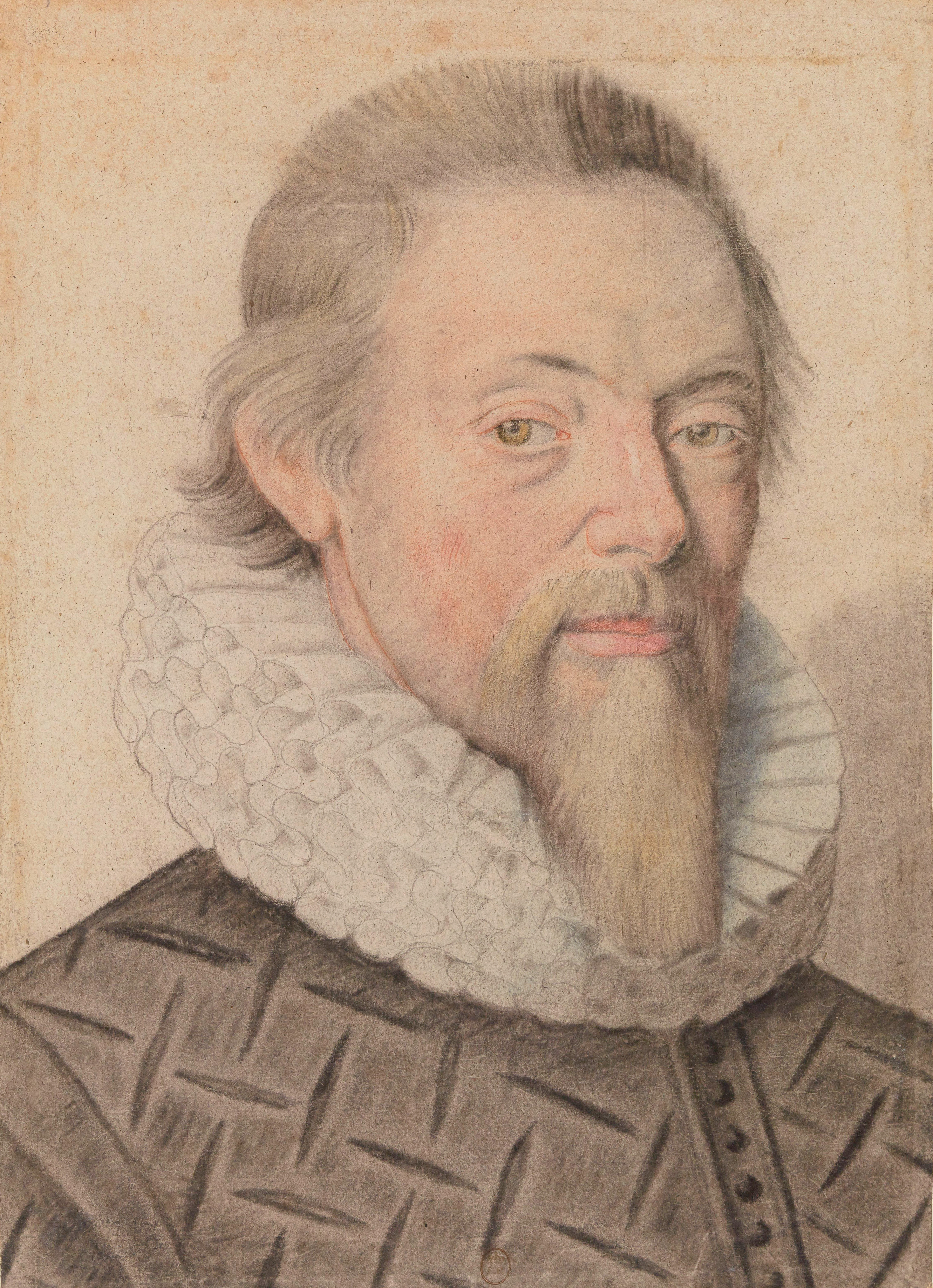
Duplessis-Mornay

Philippe Duplessis-Mornay, eigentlich Philippe de Mornay, Seigneur du Plessis–Marly, auch genannt Philippe Mornay Du Plessis (* 5. November 1549 in Buhy; † 11. November 1623 in La Forêt-sur-Sèvre) war ein französischer reformierter Theologe und Staatsmann.
Philippe Duplessis-Mornay ist mutmaßlicher Namensgeber der Sauce Mornay.

## Leben
Von seinem streng katholischen Vater für den geistlichen Stand bestimmt und im Collège de Lisieux zu Paris unterrichtet, trat er nach dessen Tod 1560 zum protestantischen Bekenntnis über, das ihn seine Mutter heimlich gelehrt hatte, und bereiste verschiedene Länder. Im Jahr 1565 war er als Student der Jurisprudenz an der Universität Heidelberg eingeschrieben, im folgenden Jahr studierte er in Padua. Für kurze Zeit nahm er 1567 am Zweiten Hugenottenkrieg teil. Seine Karriere als politischer Schriftsteller und Diplomat begann 1571 mit der Schrift Dissertation sur l'église visible. Im folgenden Jahr arbeitete er in Geheimmission für Admiral de Coligny; er unterhandelte mit Wilhelm von Oranien. Nach der Bartholomäusnacht, der er nur knapp mit Hilfe eines katholischen Freundes entkam, suchte er Unterschlupf in England. Dort versuchte er vergeblich, Königin Elisabeth um Unterstützung für seine Glaubensgenossen zu bewegen. 1576 heiratete er Charlotte Arbaleste, der er mit der Schrift Excellent discours de la vie et de la mort (London, 1577) ein besonderes Brautgeschenk gemacht hatte und deren eigene Memoiren die wesentliche Quelle für seine Biografie darstellen.
1575 war er als Verwalter der Finanzen von Navarra in die Dienste Heinrichs III. von Navarra getreten, der sich seiner auch während des Kriegs mit der Liga als diplomatischen Unterhändler in England und später in den Niederlanden bediente. Sein Einfluss auf den Hugenottenführer wurde so groß, dass er als „Papst der Hugenotten“ bezeichnet wurde. Es wird vermutet, dass er sich (eventuell mit Hubert Languet) hinter dem Pseudonym Stephanus Junius Brutus verbirgt, unter dem 1579 eine der wichtigsten Schriften der Monarchomachen, die Vindiciae contra tyrannos, erschien.
Im Frühjahr 1589 war er als Vermittler verantwortlich für die Aussöhnung von König Heinrich III. und Heinrich von Navarra. Als dieser 1589 als Heinrich IV. auf den Thron von Frankreich erhoben war, wurde Duplessis-Mornay zum Staatsrat und später zum Gouverneur von Saumur ernannt. Dort errichtete Duplessis-Mornay eine protestantische Akademie, die bis zu ihrer Aufhebung durch Ludwig XIV. im Jahr 1685 von großem Einfluss war. Wegen seiner Opposition gegen Heinrichs Übertritt zum Katholizismus im Jahr 1593 verschlechterte sich sein Verhältnis zum König. Er konnte aber auf die Verabschiedung des Ediktes von Nantes hinarbeiten, mit dem seine Vorstellung einer friedlichen Koexistenz von Katholiken und Protestanten in Erfüllung zu gehen schien.
1598 verließ er den Hof und veröffentlichte eine lange vorbereitete Schrift über die Eucharistie aus calvinistischer Sicht (De l'institution, usage et doctrine du saint sacrement de l'eucharistie en l'église ancienne). Der Tod des einzigen Sohnes 1605 und seiner Gattin 1606 traf ihn tief. In den folgenden Jahren kümmerte er sich um die Organisation der Hugenotten. 1618 hätte er Vertreter der französischen Calvinisten bei der Synode von Dordrecht sein sollen, doch unterband Ludwig XIII. seine Reise. Dennoch trug Duplessis-Mornay durch seine Briefe wesentlich zu deren Verlauf bei. Nach dem Hugenottenaufstand 1621 verlor er seinen Posten als Gouverneur von Saumur und zog sich auf seinen Landsitz La Forêt-sur-Sèvre zurück. Bei seinen Glaubensgenossen stand er wegen seiner tiefen Religiosität und seiner Gelehrsamkeit in hohem Ansehen.

## Werke
- Excellent discours de la vie et de la mort (London, 1577)
- Traité de l'Église (1578)
- De la vérité de la religion chrestienne. Contre les athées, épicuriens, payens, juifs, mahumédistes & autres infidèles (1583)
- Fidelle exposition sur la Déclaration du Duc de Mayenne contenant les Exploicts de guerre qu'il a fait en Guyenne (1587)
- De l'Institution sage et Doctrine du Saint sacrement de l'Eucharistie en l'Église ancienne (1598)
- Pour le Concile (1600)
- Advertissement aux Juifs sur la venue du Messie (1607)
- Le Mystère d'Iniquité (1611)
- Mémoires et correspondance (1624).